# Glockige Prachtglocke
Die Glockige Prachtglocke (Enkianthus campanulatus), meist Japanische Prachtglocke genannt, ist eine Pflanzenart aus der Gattung der Prachtglocken (Enkianthus) innerhalb der Familie der Heidekrautgewächse (Ericaceae). Sie kommt nur auf den japanischen Inseln südliches Hokkaido, Honshu sowie Shikoku vor. Sie  wird als Zierpflanze verwendet.

## Beschreibung

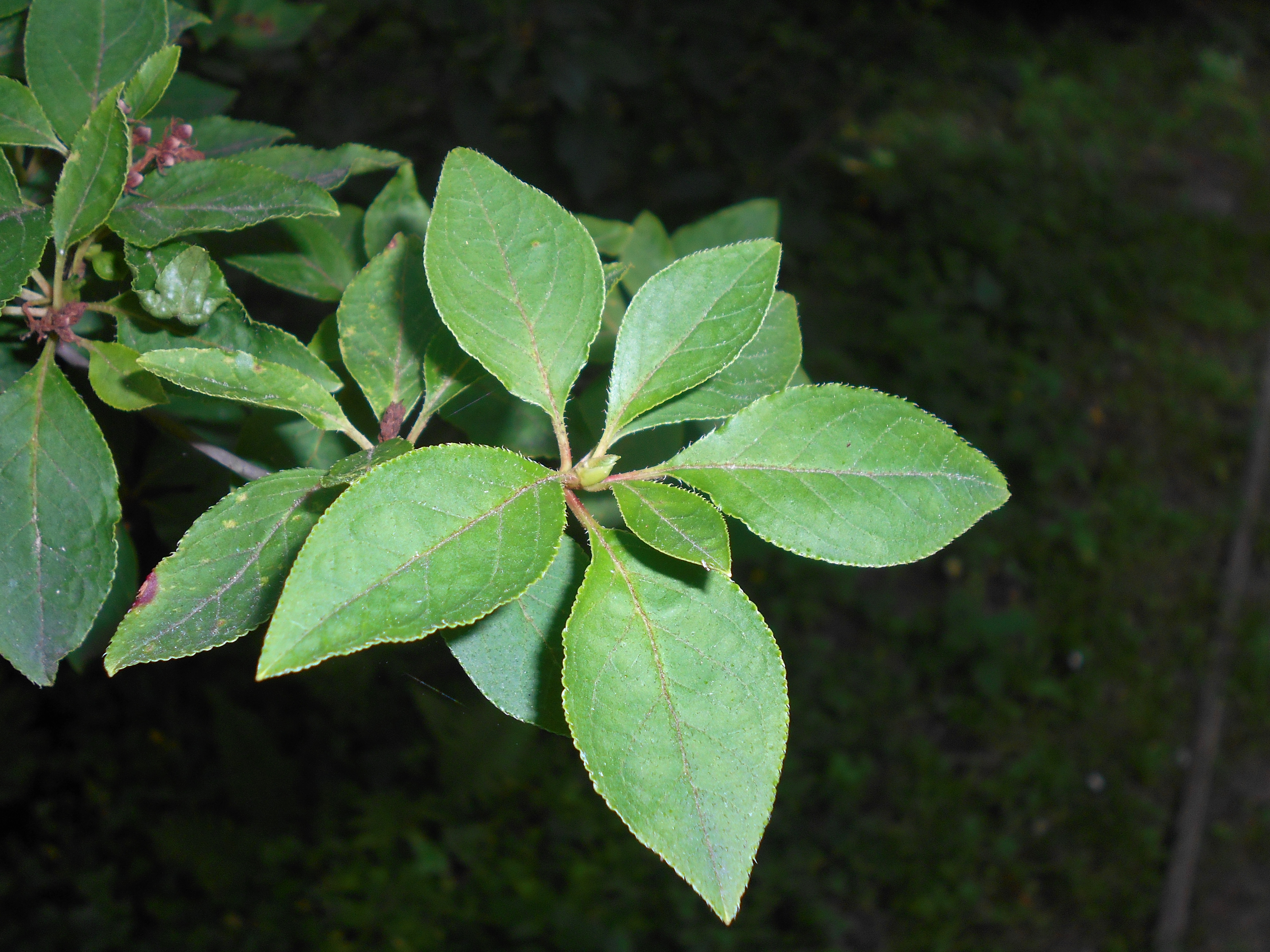
Laubblätter

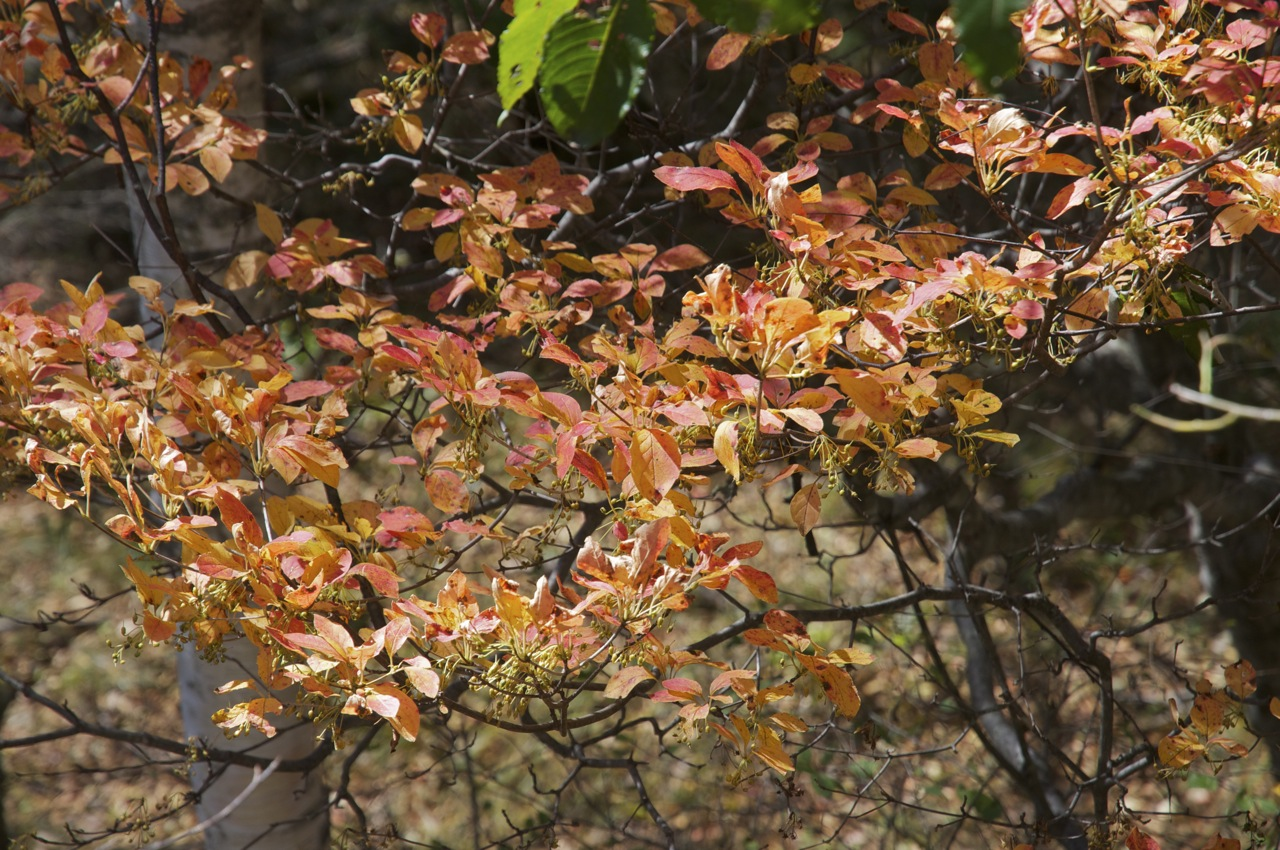
Herbstfärbung des Laubes

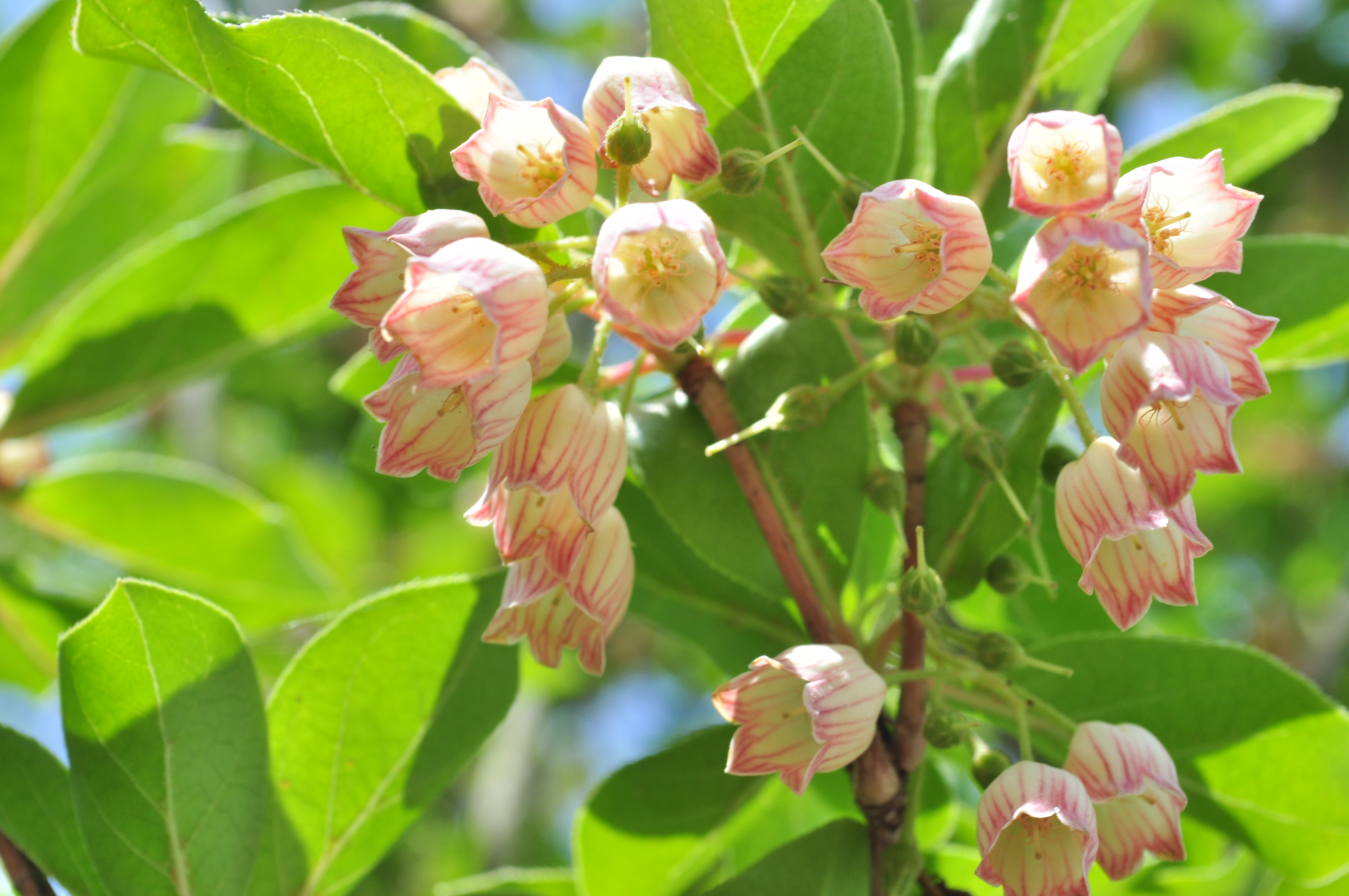
Zweig mit Blüten

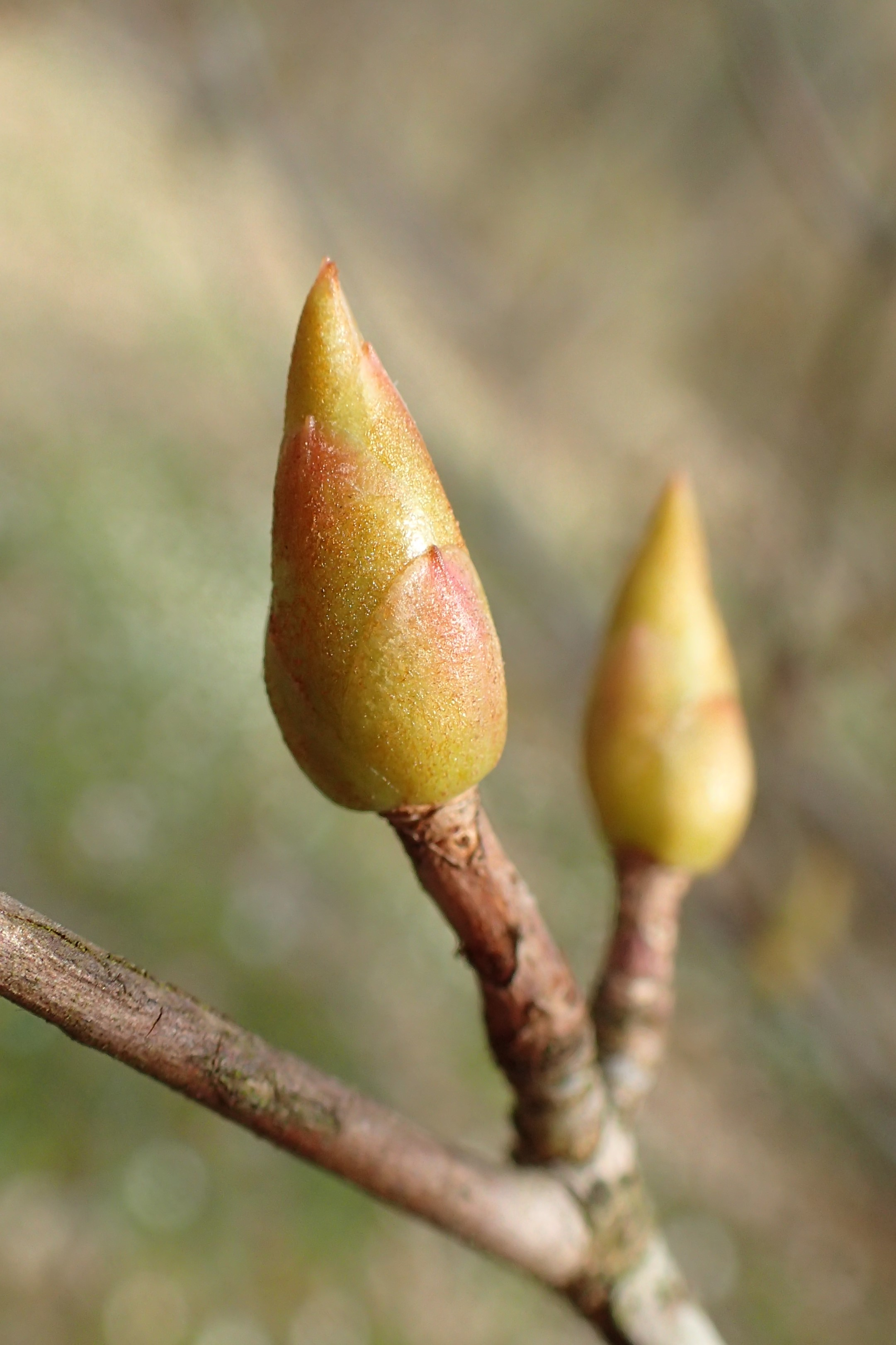
Winterknospen

### Vegetative Merkmale
Enkianthus campanulatus wächst sommergrüner, reichverzweigter Strauch oder kleiner Baum und erreicht Wuchshöhen von 2 bis 3 Metern, seltener bis zu 5 Metern. In der Jugend ist der Wuchs schlank aufrecht, die Äste sind quirlig angeordnet. Im Alter wird der Wuchs lockerer, bleibt aber aufrecht.
Die wechselständig an den Zweigenden gehäuft angeordneten Laubblätter sind in Blattstiel und -spreite gegliedert. Die einfache Blattspreite ist bei einer Länge von 3 bis 7 Zentimetern länglich, verkehrt-eiförmig bis elliptisch mit stumpfem bis spitzem, oft stachelspitzigem, oberen Ende und fein spitziggesägtem, -gezähntem Rand. Beide Blattseiten sind borstig behaart. Besonders bei hellem Standort bildet sich eine prächtige Herbstfärbung heraus, die von einem feurigen Rot bis Orangegelb reicht.

### Generative Merkmale
Die Blütezeit liegt im Mai nach der Blattentfaltung bis Juni. Zehn bis zwanzig relativ kleinen Blüten hängen in endständigen, schirmtraubige Blütenständen zusammen. Die gestielten, zwittrigen Blüten sind radiärsymmetrisch und fünfzählig mit doppelter Blütenhülle. Die bis 2 Zentimeter langen Blütenstiele sind behaart. Der behaarte Kelch ist nur klein mit schmalen, spitzen Zipfeln. Die glockenförmigen Blütenkronen mit kurzen Lappen besitzen einen ganzen, gerundeten Saum und sind gelblich bis hellorange, mit feiner roter Zeichnung und wirken daher aus der Entfernung lachsfarben. Die 10 Staubblätter mit zwei fädigen Anhängseln an der Spitze sind viel kürzer als die Blütenkrone. Die an der Basis verbreiterten Staubfäden sind behaart. Der kahle, fünfkammerige Fruchtknoten ist oberständig mit kurzem Griffel und kleiner, kopfiger, gestutzter Narbe. Es ist ein Diskus vorhanden.
Die nach oben aufgerichteten, kleinen, ledrigen, lokulizidalen und mehrsamigen Kapselfrüchte mit beständigem Kelch und Griffel sind bei einer Länge von 5 bis 7 Millimetern ellipsoid. Die bräunlichen, länglichen, abgeflachten und kurz geflügelten Samen sind bis 4,5 Millimeter lang.

## Taxonomie
Die Erstbeschreibung erfolgte 1863 unter dem Namen (Basionym) Andromeda campanulata durch Friedrich Anton Wilhelm Miquel in Annales Musei Botanici Lugduno-Batavi, 1, S. 31–32. Die Neukombination zu Enkianthus campanulatus (Miq.) G.Nicholson wurde 1884 in durch George Nicholson in The Illustrated Dictionary of Gardening, ... 1, S. 510. veröffentlicht. Das Artepitheton campanulatus bedeutet glockenförmig.

## Verwendung als Zierpflanze
Die Japanische Prachtglocke wird in einigen Sorten als Zierpflanze verwendet. Enkianthus campanulatus gedeiht am besten auf humosen und sauren Böden. Sie kann sowohl im Halbschatten als auch in der Sonne stehen, hier muss aber auf ausreichende Bodenfeuchtigkeit geachtet werden. Sie gedeiht in den USDA-Klimazonen 4 bis 7.
Beispielsweise ergibt die Japanische Prachtglocke neben Rhododendren, Fächer-Ahorn, Japanischer Blütenkirsche und Bambus-Arten eine ostasiatische Mischung, die als entsprechende Gartenlandschaft, also Asiatischer Garten, gestaltet werden kann.

## Symbolik
Enkianthus campanulatus ist das Symbol der japanischen Stadt Nakatsugawa.

## Weiterführende Literatur
- Liang, Ying-Mei, Cheng-Ming Tian, Kazuyuki Hiratsuka, Makoto Kakishima: A new species of Pucciniastrum on Enkianthus campanulatus from Japan. In: Mycotaxon. Volume 92, 2005, S. 371–376, online auf researchgate.net.
- 2016 Members’ Plant Dividend - Enkianthus campanulatus beim Arnold Arboretum (PDF) (Memento vom 9. August 2016 im Internet Archive).